# Ксенаты
Ксенаты — неорганические соли (ксенонистой кислоты), H2XeO4, не полученная в чистом виде. Существование щелочных ксенатов подтверждается инфракрасной спектроскопией, рентгенограммами порошковой дифракции и определением эквивалента окисления методом титрования hi-lo.

## Химические свойства
В водном растворе XeO3 — исключительно сильный окислитель (для реакции XeO3 + 6H+ + 6e- = Xe + 3H2O (обратимо) E0 = 2.1 В), но в кинетическом отношении может быть «медленным»: окисление MnII до MnO2 занимает несколько часов, а для образования MnO4- потребуется несколько дней. Обработка водного раствора XeO3 щёлочью даёт ксенат-ионы:
XeO3 + OH- = HXeO4- (обратимо); К=1.5*103
Удалось получить кислые ксенаты ЩМ состава (ЩМ)HXeO4 — бесцветные кристаллы, устойчивые до 150—160 °C, взрывающиеся при детонации и медленно разлагающиеся в водных растворах. Известны также средние ксенаты вида (ЩМ)2XeO4 и плохо растворимый Ba3XeO6, разлагающийся при t > 250 °C.

Однако, хотя получены некоторые соли, щелочные растворы неустойчивы и диспропорционируют до XeVIII (перксенаты) и Xe (г) в соответствии с уравнением:

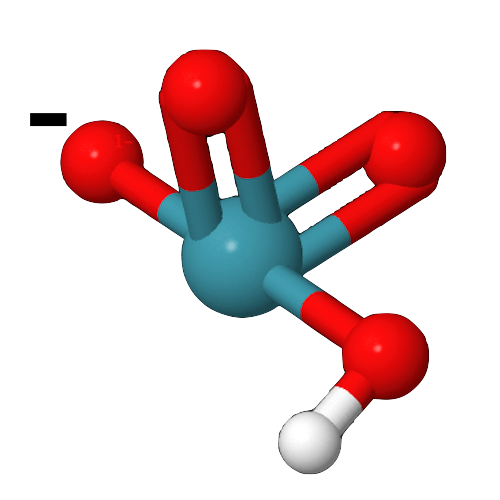
Ксенат-анион

2HXeO4- + 2OH- = XeO64- + Xe + O2 + 2H2O

## Получение
Ксенаты образуются при действии щелочей на водный раствор XeO3. Выделяют их осторожным упариванием полученных растворов.
Ксенаты натрия, калия, цезия и рубидия были получены лиофилизацией 0,1 М триоксида ксенона и щелочных гидроксидов в соотношении 1:1.